# Виельгорские
Вельгорские или Виельгорские, Велегурские (пол. Wielhorski) — польские дворянские роды, русского происхождения.

## Происхождение и история родов
Существуют два рода этого имени различного происхождения. Один из них, герба Гржимала, разделился в XVII веке на две ветви, из которых одна записана в I часть родословной книги Подольской губернии, а другая — в VI часть родословной книги Волынской губернии.
Другой род, (герба Кердея) происходит от Кердея, бывшего комиссаром при разграничении Литвы с княжеством Мазовецким (1358). Сын его Денис от владения имением Вельгора (пол. Wielhora), на Волыни, принял фамилию Вельгорский.
Потомок его Михаил Вельгорский, кухмистр Великого Княжества Литовского, возведён в графское достоинстве грамотой Иосифа II Императора Римского, Короля Галиции и Лодомерии, 1787 года, с присовокуплением к прежнему его гербу украшений свойственных графскому титулу.
В XVII в. род разделился на две ветви. К одной из них принадлежат Юрий Вельгорский и сыновья его, более известные под именем Виельгорских:
- Виельгорский, Матвей Юрьевич (1794—1866), искусный виолончелист;
- Виельгорский, Михаил Юрьевич (1788—1856), композитор-любитель, живя в своём имении Луизино (Курской губернии), надолго сделал его значительным центром ценителей музыки.

## Описание герба
В щите, надвое разделенном, с золотой окраиной и графской короной, в правой части три серебряные лилии вертикально в голубом поле, а в левой одно красное поле. Над графской короной шлем, дворянской короной увенчанный, с золотыми решётками и такой же медалью, на цепи висящей; в навершии шлема три страусовые пера, правое, крайнее, голубого, а левое красного цвета.
Намёт с правой стороны голубой, а с левой красный, оба подложенные серебром. Герб графов Вельгорских (Виельгорских) внесён в Часть 1 Гербовника дворянских родов Царства Польского, стр. 24.